# Der Ort des Terrors
Der Ort des Terrors. Geschichte der nationalsozialistischen Konzentrationslager ist der Titel eines neunbändigen lexikalisch angelegten Nachschlagewerkes in deutscher Sprache zum nationalsozialistischen Lagersystem. Das zwischen 2005 und 2009 entstandene Werk wird von Wolfgang Benz und Barbara Distel im Verlag C. H. Beck in München herausgegeben. Redaktionell wurde das Werk durch Angelika Königseder vom Zentrum für Antisemitismusforschung bearbeitet.
Während im ersten Band zentrale Fragen zum NS-Lagersystem behandelt werden, beinhalten die Bände 2 bis 7 in chronologischer Reihenfolge Artikel zu den KZ-Stammlagern und deren Außenlagern. Band 8 behandelt Konzentrations- und Vernichtungslager im deutsch besetzten Osteuropa. In Band 9 werden darüber hinaus weitere Lagertypen des NS-Zwangslagersystems aufgeführt, wie Arbeitserziehungslager, Jugendkonzentrationslager, Durchgangslager, Ghettos etc.

## Bände
Das neunbändige Gesamtwerk umfasst folgende Titel:
1. Die Organisation des Terrors. Mitherausgeberin Angelika Königseder. 2. Aufl. 2005, ISBN 3-406-52961-5, 394 Seiten.
2. Frühe Lager, Dachau, Emslandlager. 2005, ISBN 3-406-52962-3, 607 Seiten.
3. Sachsenhausen, Buchenwald. 2006, ISBN 3-406-52963-1, 660 Seiten.
4. Flossenbürg, Mauthausen, Ravensbrück. 2006, ISBN 3-406-52964-X, 644 Seiten.
5. Hinzert, Auschwitz, Neuengamme. 2007, ISBN 978-3-406-52965-8, 591 Seiten.
6. Natzweiler, Groß-Rosen, Stutthof. 2007, ISBN 978-3-406-52966-5, 840 Seiten.
7. Niederhagen/Wewelsburg, Lublin-Majdanek, Arbeitsdorf, Herzogenbusch (Vught), Bergen-Belsen, Mittelbau-Dora. 2008, ISBN 978-3-406-52967-2, 360 Seiten.
8. Riga, Warschau, Vaivara, Kaunas, Płaszów, Kulmhof/Chełmno, Bełzec, Sobibór, Treblinka. 2008, ISBN 978-3-406-57237-1, 576 Seiten.
9. Arbeitserziehungslager, Ghettos, Jugendschutzlager, Polizeihaftlager, Sonderlager, Zigeunerlager, Zwangsarbeiterlager. 2009, ISBN 978-3-406-57238-8, 656 Seiten.

## Rezeption
In der Süddeutschen Zeitung vom 19. Januar 2009 bewertete Rezensent Jörg Später das Werk als Studie „akribischer Recherche und Detailfülle“ sowie Grundlage zur Strukturanalyse des NS-Lagersystems. Sie gehe jedoch zu wenig auf das Verhältnis von KZ-Häftlingen und der Bevölkerung aus der Umgebung von Konzentrationslagern ein. Karin Orth rezensierte die vorliegenden Bände der Reihe in einem am 2. April 2007 in der Süddeutschen Zeitung erschienenen Beitrag als „verdienstvolle Dokumentation“ und „detail- und faktenreiche Nachschlagewerke“. Sie böten jedoch „keine quellenkritische Reflexionen, eine Auseinandersetzung mit Debatten der NS-Forschung oder eine historiografische Einordnung der Fakten“. Marc Buggeln bezeichnete auf H-Soz-u-Kult das Werk als „verdienstvolle Reihe.“